# Inocencio Olea
Inocencio Olea Ariztimuño (Inozentzio en lengua vasca) Ceráin (Guipúzcoa), 28 de diciembre de 1921 - Legazpia (Guipúzcoa, País Vasco), 12 de noviembre de 2010. Versolari (improvisador de versos en lengua vasca) y escritor español.

## Biografía
El conocido versolari Inozentzio Olea Ariztimuño nació en el caserío Mendarte de la población guipuzcoana de Ceráin el 28 de diciembre de 1921. Tanto él como sus hermanos fueron aficionados al versolarismo desde la infancia. En su juventud encontró trabajo en la empresa Patricio Echeverria de Legazpia y se trasladó a esta población. A finales de los años sesenta y comienzos de los setenta los versos de Olea se hicieron conocidos en el conjunto del País Vasco, convirtiéndose este en figura habitual en los concursos de versolaris de finales del franquismo, en los que frecuentemente actuaba como jurado y presentador. Asimismo, en los mismos años, su firma empezó a hacerse habitual en distintos medios de comunicación, siempre en lengua vasca; así escribió en el Diario Vasco, en la sección que dirigía el también versolari Basarri, figura fundamental en la recuperación del versolarismo en la posguerra. También colaboró asiduamente en Olerti, La Voz de España, Radio Segura, Radio Loyola, Zeruko Argia, etc. En 1962 recibe el Premio Xenpelar de versos escritos de la Real Academia de la Lengua Vasca por su composición "Nere jaiotetxea" (Mi casa natal); asimismo en 1965, 1975 y 1976 quedó en segunda posición y en 1972 tercero. En 1970, a petición de Antonio Zavala publicó el libro de versos Goierriko lorak (Flores del Goierri) en la conocida colección de literatura popular Auspoa. En 1984 repitió la experiencia con Otemotxeko arnasa. En 1994 fue homenajeado en el Bertsolari Eguna (Día del Versolari). En 1997 y 2002 publicó dos antologías de sus trabajos periodísticos. Falleció en Legazpi, 12 de noviembre de 2010. Sus cenizas fueron esparcidas junto al caserío Mendarte, cumpliendo el deseo del escritor guipuzcoano.

## Estilo
Tanto la prosa como los versos de Olea fueron íntegramente escritos en dialecto guipuzcoano. Al igual que otros muchos escritores de su generación, fue muy crítico respecto al proceso de unificación del euskera impulsado por la Real Academia de la Lengua Vasca. Ideológicamente, su pensamiento era tradicional, católico, enmarcado en el nacionalismo vasco. De posicionamientos puristas, Olea supo dar una carácter más intelectual al versolarismo, siendo esta su principal aportación. Popular y al mismo tiempo culto, Olea constituyó en su momento una figura innovadora en el panorama de la improvisación en lengua vasca, en unos momentos en que esta superaba un proceso de declive que amenazó su pervivencia como actividad literaria.

## Valoración
El crítico Paulo Iztueta ubica a Olea entre los versolaris escritores con formación académica, junto a Basarri, Uztapide, Xalbador, Lasarte, Matxain, Etxahun... Pero sin duda quien más elogió al creador de Cerain fue Juan Mari Lekuona quien llegó a afirmar que algunos de los versos escritos por Olea se sitúan entre los mejores de la historia de este género oral: "algunas piezas de Xalbador y Olea pueden considerarse obra cumbre en toda la historia de bertsolarismo".

## Obra

### Periodismo popular
- Bizitza izbide (La vida como criterio) (1997, Sendoa).
- Ostiraleko kronika Segura Irratian I (1988-1992).

(La crónica del viernes en Radio Segura I). Con prólogo de Joxemari Iriondo. (2002, Sendoa).
- Ostiraleko kronika Segura Irratian II (1993-1997) (2002, Sendoa).

### Libros de bertsos
- Goierriko lorak (Flores del Goierri) (1970, Auspoa). En Internet: www.euskaltzaindia.org/dok/iker_jagon_tegiak/auspoa/10256.pdf
- Otemotxeko arnasa (1984, Sendoa)